# Флаг Содружества Независимых Государств
Фла́г Содру́жества Незави́симых Госуда́рств — наряду с эмблемой один из символов Содружества Независимых Государств.

## Описание
«Флаг Содружества Независимых Государств является символом Содружества Независимых Государств и представляет собой прямоугольное полотнище синего цвета, в центре которого изображена фигура белого цвета из вертикальных полос, переходящих в верхней части симметрично вправо и влево в концентрические кольцеобразные элементы. Последние расширяются кверху и закруглены, их длина и ширина уменьшаются от центра симметрии к периферии. В верхней части композиции изображён золотой круг, охватываемый кольцеобразными элементами».
Композиция символизирует стремление к равноправному партнёрству, единству, миру и стабильности.
Отношение ширины флага к его длине — 1:2».

## История
28 октября 1994 года, постановлением Совета Межпарламентской Ассамблеи государств-участников Содружества Независимых Государств «О проектах положений о флаге и эмблеме Содружества Независимых Государств», был одобрен проект Положения о флаге и эмблеме Содружества Независимых Государств:
«Флаг Содружества Независимых Государств представляет собой прямоугольное полотнище синего цвета, в центре которого изображена фигура белого цвета, состоящая из вертикальных полос, переходящих в верхней части симметрично вправо и влево в концентрические, охватывающие круги — кольцеобразные элементы. Последние расширяются кверху и закруглены, их длина и ширина уменьшаются от центра симметрии к периферии.

Флаг сборной СНГ по футболу

Круг в верхней части композиции, охватываемый кольцеобразными элементами, — золотого цвета.
Композиция символизирует стремление к единству, миру и стабильности.
Отношение ширины флага к его длине — 1:2».
13 мая 1995 года, постановлением Межпарламентской Ассамблеи государств-участников Содружества Независимых Государств «О Положении о флаге Содружества Независимых Государств и о Положении об эмблеме Содружества Независимых Государств», были одобрены Положения о флаге и эмблеме Содружества Независимых Государств. Описание флага приняло нынешний вид.
19 января 1996 года, решением Совета глав государств Содружества Независимых Государств, было утверждено положение о флаге Содружества Независимых Государств.

## ГОСТ
25 апреля 1997 года, Межгосударственным Советом по стандартизации, метрологии и сертификации, был принят межгосударственный стандарт ГОСТ 30470-97 «Флаг Содружества Независимых Государств. Технические условия».
Постановлением Государственного комитета Российской Федерации по стандартизации, метрологии и сертификации от 29 июня 1998 года № 265 межгосударственный стандарт ГОСТ 30470-97 введён в действие непосредственно в качестве государственного стандарта Российской Федерации с 1 января 1999 года. Требования данного стандарта являются обязательными.
Данным стандартом устанавливаются, что синий цвет полотнища должен соответствовать № 270807, жёлтый цвет круга фигуры № 020208 «Атласа цветов» ВЦАМлегпрома. При использовании «Атласа цветов PANTONE HARTMANN» 1995 года синий цвет имеет № 285C, а жёлтый — № 116C.
| Цвет    | Белый       | Синий     | Жёлтый    |
| ------- | ----------- | --------- | --------- |
| Pantone | White       | 285C      | 116C      |
| RGB     | 255-255-255 | 0-115-207 | 254-203-0 |
| HTML    | #FFFFFF     | #0073CF   | #FECB00   |